# Søndersø (Maribosøerne)
 For alternative betydninger, se Søndersø. (Se også artikler, som begynder med Søndersø)
Søndersø (eller Maribo Søndersø) er Lollands største sø. Søens areal er 8,52 km²  med et vandvolumen på 14.240.000 m³. Gennemsnitsdybden i søen er 1,7 m med en maksimumsdybde på 5,0 m.
Maribo Søndersø er den største af Maribosøerne. Størstedelen af søen ejes af Engestofte Gods / Søholt. Den består af tre bassiner og er med sine 13 regulære øer, 6 småholme og 3 hængesækøer uden sammenligning Danmarks mest ørige sø.
I søen ligger øen Borgø, hvorpå der i 1100-tallet blev opført borgen Refshaleborg. Borgen blev ødelagt ved et angreb i 1256.
Maribo Kajakklub og Maribo Roklub bruger søen som træningsanlæg og ved stævner.

## Øer i Søndersø
- Askø
- Borgø
- Fruerø
- Hestø
- Lindø
- Præstø
- Worsaaes Ø